# 英國廣播公司第一台
英國廣播公司第一台（英語：BBC One）是英國廣播公司拥有并运营的一条的免费公共广播频道，以播放主流节目而闻名，其中包括BBC新闻报告、黄金时段的戏剧和娱乐节目以及BBC体育赛事直播。
它于1936年11月2日作为英國廣播公司電視服務开播，是世界上第一个具有高分辨率的常规性电视服务。随后于1960年改名为 BBC TV，并一直使用这一名称直到1964年BBC2开播。在这后更名为BBC1。该频道在1997年更名为目前的名字 BBC One。
该频道 2012-2013 年的年度预算为 11.4 亿英镑。与英国广播公司的其他国内频道与电台一样，由电视许可费资助，并在没有商业广告的情况下播放不间断的节目。截至 2019 年，该电视频道在英国所有广播公司中的覆盖率最高，领先于其收视率上的传统竞争对手 ITV。2013 年，据 Populus 民意调查组织对英國廣播公司进行的一项重大全球研究发现，BBC One 被评为世界上质量最高的电视频道，而 BBC Two 则位居第三。

## 历史
英國廣播公司第一台於1936年11月2日首播，當時稱為英國廣播公司電視服務（BBC Television Service）。與英國廣播公司旗下其他電視頻道一樣，製作費全來自电视授权（Television License Fee），所以本頻道沒有任何商業廣告。在二战爆发前，已经有大约25,000个家庭收看节目。1939年9月1日，即英国向德国宣战前两日无预警停播，后于1946年6月7日恢复播出。1964年英國廣播公司第二台开播，英國廣播公司电视服务改为现在的名称。1997年BBC新聞頻道开播后，该频道在凌晨收播时段与其并机播出。
英國廣播公司第一台的节目十分大众化，包括戏剧、喜剧、纪录片、游戏节目和肥皂剧。包括神秘博士、東區人等長壽節目都是英國廣播公司第一台出品。英國廣播公司的主要新闻节目（BBC早餐、BBC一点新闻、BBC六點新聞、BBC十點新聞）也在第一台播出，每天4次。
2010年11月本频道在伦敦提供高清版本，2012年10月在北爱尔兰提供高清版本，2013年1月陆续在苏格兰和威尔士提供高清版本；但唯一不同的是，英格兰的高清版本不会播出地区性新闻节目，北爱尔兰、苏格兰和威尔士的高清版本会播出地区性新闻节目。2013年3月BBC Two推出高清版本，随后英國廣播公司於2013年7月宣布BBC Three/CBBC、BBC Four/CBeebies与BBC News高清版本，这些频道已在2013年12月推出高清版本。2012至2013財年，BBC第一台的預算是1.14億英鎊。
2013年10月8日，本频道原计划推出1小时的時移频道BBC One +1，预计2016年改用BBC Three的频谱播出；但2015年6月30日，英國廣播公司信託基金拒绝了开播BBC One +1频道的计划。

## 外部連結
- 在BBC Online了解BBC One